# Rhynchosia calosperma
Rhynchosia calosperma är en ärtväxtart som beskrevs av Otto Warburg. Rhynchosia calosperma ingår i släktet Rhynchosia och familjen ärtväxter. Inga underarter finns listade i Catalogue of Life.